# Ternate-Manuskript

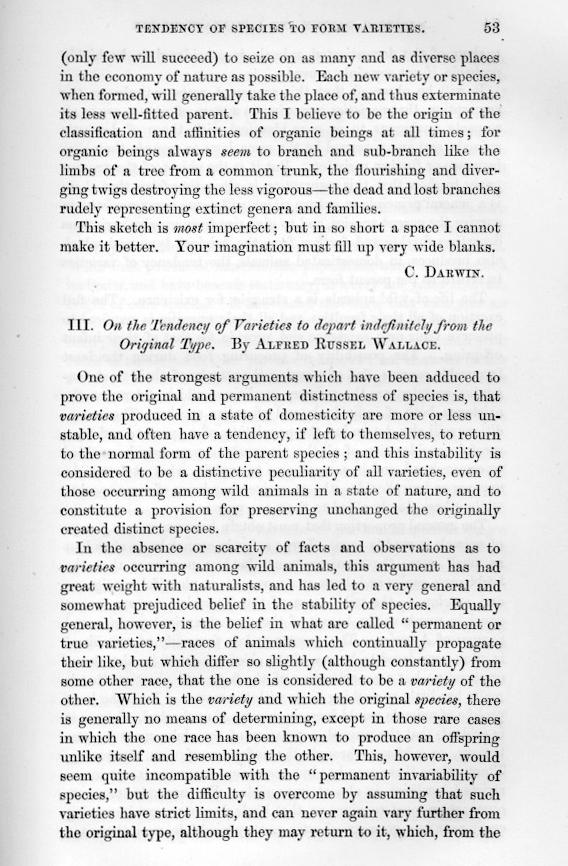
Die erste Seite des Ternate-Manuskriptes aus der Veröffentlichung im Journal of the Proceedings of the Linnean Society: Zoology vom 20. August 1858

Als Ternate-Manuskript (englisch: „Ternate essay“) wird ein mit „Ternate, Februar, 1858“ unterzeichnetes Manuskript von Alfred Russel Wallace bezeichnet, in dem er seine Überlegungen zu den Mechanismen der Evolution darlegte, die zur Entstehung und Erhaltung von Arten führen. 
Das von der Insel Ternate an Charles Darwin geschickte Manuskript sollte von Darwin begutachtet und an Charles Lyell weitergeleitet werden. Die im Manuskript niedergelegten Ideen von Wallace zwangen Darwin zu einer schnellen Veröffentlichung seiner eigenen Ideen über die Selektion und die biologische Divergenz, die dem „Ursprung der Arten“ zugrunde liegen. Unter dem Titel On the Tendency of Varieties to depart indefinitely from the Original Type (deutsch: Über die Neigung der Varietäten, sich unbegrenzt vom ursprünglichen Typus zu entfernen) wurde Wallaces Manuskript gemeinsam mit einem Auszug aus Darwins bis dahin unveröffentlichtem Manuskript Natural Selection und einer Zusammenfassung eines Briefes von Darwin an Asa Gray am 1. Juli 1858 vor der Londoner Linné-Gesellschaft verlesen und am 20. August 1858 in gedruckter Form veröffentlicht.

## Werk

### Entstehungsgeschichte

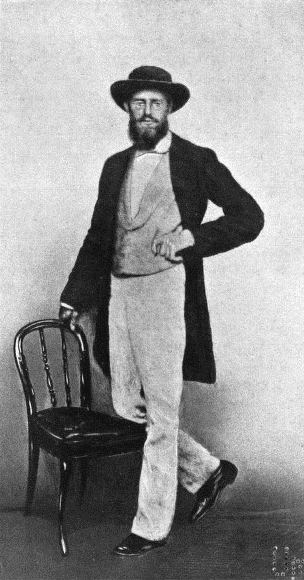
Eine 1862 in Singapur entstandene Fotografie von Alfred Russel Wallace, die ihn kurz vor seiner Rückkehr nach London zeigt

Nachdem Alfred Russel Wallace 1845 zum ersten Mal das anonym erschienene, von Robert Chambers stammende Werk Vestiges of the Natural History of Creation (Oktober 1844) gelesen hatte, war er davon überzeugt, dass die Transmutation der Arten – wie man damals die Evolution nannte – tatsächlich existiere. Seit dieser Zeit suchte er nach Hinweisen, welche Mechanismen für die Herausbildung der Arten verantwortlich sind.
Im März 1854 brach Wallace zu seiner zweiten großen Reise auf, die ihn nach der Erkundung des Amazonasgebietes von 1848 bis 1852 diesmal zu den Inseln des Malaiischen Archipels führte und während der er bis 1862 125.660 Tiere sammelte. In der Region Sarawak auf Borneo schrieb Wallace 1854 einen Artikel, in dem er Fakten über die geografische und geologische Verbreitung der Arten anführte, die auf ein einfaches Gesetz hindeuteten, das er mit den Worten „Jede Art entstand in räumlichem und zeitlichem Zusammenhang mit einer nahe verwandten Art“ zusammenfasste. Als er im Frühjahr 1856 gezwungen war, von Singapur aus einen Umweg über Bali und Lombok zu nehmen, um sein nächstes Reiseziel, den Ort Makassar auf der Insel Sulawesi, zu erreichen, beobachtete er deutliche Unterschiede in der Tierwelt der Inseln Bali und Lombok, die nur durch eine knapp 25 Kilometer breite Meerenge voneinander getrennt waren (ein Teil der heute nach ihm benannten Wallace-Linie). Von Januar 1857 an erforschte Wallace für fast sechs Monate die Aru-Inseln. Ihm wurde klar, dass kleine, auf ein begrenztes geografisches Gebiet beschränkte Populationen an ihre jeweiligen Umweltbedingungen angepasste Merkmale entwickelten.
Etwa 1853 begannen Wallace und Charles Darwin miteinander zu korrespondieren. Einen vom 10. Oktober 1856 stammenden Brief, in dem Wallace auf seinen Artikel in den Annals and Magazine of Natural History von 1855 Bezug nahm, erhielt Darwin Ende April 1857. Darwin beantwortete ihn fast unverzüglich; er wies auf ihre übereinstimmenden Gedankengänge hin: „Ich sehe deutlich, dass wir sehr ähnlich gedacht haben und in einem gewissen Umfang zu ähnlichen Schlussfolgerungen gelangt sind“, betonte aber gleichzeitig, dass er sich schon zwanzig Jahre mit der Thematik beschäftige, wie sich Arten und Varietäten voneinander unterscheiden: „In diesem Sommer ist es zwanzig Jahre (!) her, als ich mein erstes Notizbuch über die Frage, wie und in welcher Weise sich Arten und Varietäten voneinander unterscheiden, öffnete. – Jetzt bereite ich meine Arbeit für die Veröffentlichung vor, finde aber den Gegenstand so umfangreich, dass ich, obwohl ich viele Kapitel geschrieben habe, nicht annehme, dass ich in den nächsten zwei Jahren damit in Druck gehen sollte.“ Bereits Ende 1855 hatten Edward Blyth und Charles Lyell Darwin auf den Aufsatz von Wallace hingewiesen. Ende 1857 schrieb Darwin: „Ich bewundere und ehre unendlich Ihren Eifer und Mut für die gute Sache der Naturwissenschaft; und Sie haben meine aufrichtigsten und herzlichsten Wünsche für Erfolge aller Art; und mögen all Ihre Theorien erfolgreich sein […]“

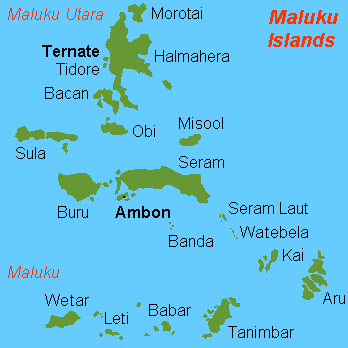
Die Molukken mit der kleinen Insel Ternate

Ende Januar 1858 setzte Wallace von Ternate zur Insel Halmahera über, um sich in einer einfachen Palmenblatthütte in der Bucht von Dodinga von der Malaria zu kurieren. Ende Februar 1858 hatte er während eines seiner zwei- bis dreistündigen Fieberschübe die entscheidende Idee. Er erinnerte sich an seine Lektüre von Essay on the Principle of Population (1798) von Thomas Robert Malthus und dessen Prinzip des „struggle for existence“ (Kampf ums Dasein), mit dem Malthus erklärte, warum es nicht zu einem übermäßigen Bevölkerungswachstum kommt.
Am 1. März 1858 kehrte er in sein Haus auf der Molukkeninsel Ternate zurück und schrieb innerhalb von drei Tagen seine Gedanken nieder. Anschließend verfasste er zu seinem Manuskript einen Begleitbrief an Darwin, in dem er diesen bat, seine Arbeit zu prüfen und das Manuskript dem renommierten Geologen Charles Lyell weiterzuleiten, da dieser seine früheren Artikel wohlwollend aufgenommen hatte. Er hoffe, dass für Darwin die darin entwickelten Ideen genauso neu seien wie für ihn und diese den fehlenden Faktor liefern würden, um den Ursprung der Arten zu erklären. Ein holländischer Postdampfer, der am 9. März in Ternate ablegte, beförderte das Päckchen mit dem Brief und dem Manuskript über Batavia nach Singapur. Dort übernahm es ein britischer Dampfer der P&O-Linie mit dem Ziel Sues. In Ägypten wurde es auf dem Landweg bis nach Alexandria transportiert und über das Mittelmeer mit einem weiteren Dampfer der P&O-Linie nach Marseille verschifft. Über Paris und Rotterdam erreichte das Päckchen zwischen Mitte Mai und Mitte Juni 1858 schließlich Darwin in Downe bei London.

### Veröffentlichung

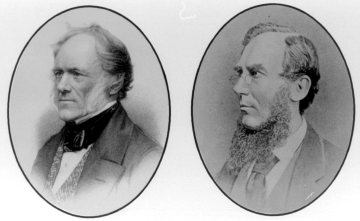
Charles Lyell und Joseph Dalton Hooker waren für die gemeinsame Veröffentlichung des Ternate-Manuskriptes mit Auszügen aus der Arbeit Darwins verantwortlich.

Der Zeitpunkt, zu dem Darwin den Brief und das Ternate-Manuskript erhalten hat, lässt sich nicht mehr genau rekonstruieren, da sowohl der Brief als auch das Original-Manuskript verschollen sind. Vom Inhalt des Manuskriptes überrascht, schrieb Darwin an Lyell: „Niemals sah ich eine verblüffendere Übereinstimmung. Wenn Wallace meinen handschriftlichen Entwurf von 1842 gehabt hätte, hätte er keine bessere Zusammenfassung davon anfertigen können. Sogar seine Begriffe stehen nun als Überschriften meiner Kapitel.“ Beunruhigt darüber, dass man ihm Unredlichkeit unterstellen würde, wenn er seine Theorie jetzt veröffentlichte, schrieb Darwin eine Woche später erneut an Lyell. Er verwies darin auf seinen Brief an Asa Gray, in dem er im Herbst 1857 die Grundzüge seiner Theorie dargelegt hatte und schrieb: „Ich könnte Wallace eine Kopie meines Briefes an Asa Gray schicken, um ihm zu zeigen, dass ich seine Doktrin nicht gestohlen habe.“ Außerdem verwies er darauf, dass Joseph Dalton Hooker einige Jahre zuvor sein von 1844 stammendes Manuskript gelesen habe. Hooker und Lyell beschlossen, dass eine gemeinsame Veröffentlichung des Ternate-Manuskriptes mit Auszügen aus Darwins Manuskript von 1844 und einer Zusammenfassung seines Briefes an Gray die beste Lösung darstelle. Darwin sah sich am 29. Juni 1858 nicht in der Lage, selbst etwas zur Lösung des Konfliktes beizutragen, da am Abend zuvor sein jüngster Sohn Charles Waring (1856–1858) nach einer fünftägigen Scharlach-Erkrankung gestorben war.
Da die Geologische Gesellschaft gegenüber theoretischen Beiträgen negativ eingestellt war und die Zoologische Gesellschaft von Richard Owen beherrscht wurde, entschieden sich Hooker und Lyell für eine Veröffentlichung bei der Linné-Gesellschaft. Bedingt durch den Tod von Robert Brown, der Mitglied des Rates der Gesellschaft war und dessen Posten neu besetzt werden musste, wurde die letzte Zusammenkunft der Linné-Gesellschaft innerhalb der Sitzungsperiode 1857/1858 vom 17. Juni 1858 auf den 1. Juli verschoben. Am Vortag des Treffens schickten Hooker und Lyell die zu verlesenden Manuskripte von Darwin und Wallace mit einem Begleitbrief an den Sekretär der Gesellschaft, John Joseph Bennett (1801–1876). Deren Eingang wurde am Folgetag, vermutlich durch den Bibliothekar Richard Kippist (1812–1882), registriert.
In Abwesenheit von Wallace und Darwin wurde am 1. Juli 1858 das Ternate-Manuskript von Wallace gemeinsam mit einem Auszug aus Darwins unveröffentlichtem Manuskript Natural Selection und einer Zusammenfassung seines Briefes an Asa Gray vor der Londoner Linné-Gesellschaft verlesen. Am 20. August 1858 erschienen die Beiträge in den Proceedings der Linné-Gesellschaft.
Anfang Oktober 1858 bedankte sich Wallace bei Hooker für die gemeinsame Publikation seines Manuskriptes mit den Arbeiten von Darwin: „Erlauben Sie mir zuerst, Ihnen und Sir Charles Lyell aufrichtig für Ihren freundlichen Dienst in dieser Angelegenheit zu danken, und Ihnen meine Befriedigung sowohl über den eingeschlagenen Kurs als auch über die positive Meinung über mein Essay, die Sie so freundlich ausgedrückt haben, zu versichern. Ich kann nicht anders als mich als die bevorzugte Seite in dieser Angelegenheit zu sehen, da es bisher viel zu sehr Praxis ist, den Erstentdecker eines neuen Faktes oder einer neuen Theorie alle Verdienste beizumessen und wenige oder keine jeder anderen Seite, die völlig unabhängig ein paar Jahre oder einige Stunden später zum gleichen Ergebnis gelangt ist. […] Es hätte mir viel Pein und Bedauern verursacht, hätte Mr. Darwins Überschuss an Großzügigkeit ihn veranlasst, meinen Artikel unbegleitet von seinen eigenen, viel früheren und unzweifelhaft vollständigeren Ansichten über den gleichen Gegenstand zu veröffentlichen. Und ich muss Ihnen erneut für den angenommenen Kurs danken, der, obwohl gerecht für beide Seiten, so vorteilhaft für mich ist.“

### Inhalt
Mit dem Ternate-Manuskript stellte sich Wallace das Ziel, nachzuweisen, „dass es ein allgemeines Naturprinzip gibt, das dazu führt, dass viele Varietäten ihre Elternart überleben, und das zur Folge hat, dass sich aufeinanderfolgende Variationen weiter und weiter vom Ursprungstyp entfernen“. Er untersuchte dazu Populationen von Wildtieren und beschrieb ihr Leben als einen „Kampf ums Dasein“ (engl. „struggle for existence“): „Das Leben der Wildtiere ist ein Kampf ums Dasein. Die volle Anstrengung aller ihrer Fähigkeiten und all ihrer Energien wird für den Erhalt ihres eigenen Daseins und ihrer Nachkommen benötigt. Die Möglichkeit der Nahrungsbeschaffung während der ungünstigsten Jahreszeiten und das Entkommen vor den Angriffen ihrer gefährlichsten Feinde sind die grundlegenden Bedingungen, die sowohl das Dasein von Individuen als auch von ganzen Arten bestimmen.“
Anschließend legte Wallace seine Gedanken über den Einfluss der Fruchtbarkeit und die Folgen einer Vermehrung im geometrischen Verhältnis auf das Populationswachstum frei lebender Tiere dar: „Eine größere oder geringere Fruchtbarkeit eines Tieres wird häufig als eine der Hauptursachen für dessen Über- oder Unterlegenheit angesehen, aber eine Abwägung der Fakten wird uns zeigen, dass dies wirklich wenig oder nichts mit unserer Frage zu tun hat. Selbst das unfruchtbarste Tier würde sich ungehindert vermehren, obgleich es augenscheinlich ist, dass die Tierpopulationen gleichbleibend sein sollten. […] Es mag Abweichungen geben, aber ein beständiger Zuwachs, außer in begrenzten Gebieten, ist fast unmöglich. Beispielsweise sollten uns eigene Beobachtungen davon überzeugen, dass sich Vögel nicht jedes Jahr in einem geometrischen Verhältnis vermehren, was sie tun würden, wenn es nicht irgendeine mächtige Kontrolle ihrer natürlichen Vermehrung gäbe.“ „Eine einfache Berechnung zeigt, dass sich jedes Vogelpaar innerhalb von 15 Jahren auf fast 10 Millionen vermehrt haben würde. Hingegen haben wir keinen Grund anzunehmen, dass die Anzahl der Vögel in 15 oder 150 Jahren in irgendeinem Land überhaupt anwächst. Mit solchen Wachstumskräften muss die Population ihre Grenzen erreicht haben und in sehr wenigen Jahren nach der Entstehung jeder Art gleichbleibend geworden sein. Es ist daher einleuchtend, dass jedes Jahr eine immense Anzahl Vögel dahinscheiden muss – eigentlich so viele wie geboren werden.“
Anschließend beschrieb er das Prinzip der natürlichen Selektion, ohne jedoch diesen Begriff zu verwenden: „… große Gelege sind überflüssig. Im Durchschnitt werden alle außer Einem Futter für Falken und Milane, Wildkatzen und Marder oder sterben an Kälte und Hunger wenn der Winter kommt.“ „Die Anzahl derer, die jährlich sterben, muss immens sein. Und da das individuelle Dasein jedes Tieres von sich selbst abhängt, müssen jene, die sterben, die schwächsten sein – die sehr jungen, die betagten und die kranken – während jene die ihr Dasein verlängern können nur die mit der idealsten Gesundheit und Lebenskraft sein können – jene die am besten in der Lage sind, regelmäßig Nahrung aufzutreiben und ihre zahlreichen Feinde zu meiden. Es ist, wie wir einleitend anmerkten, „ein Kampf ums Dasein“, in dem die schwächsten und am wenigsten vollkommen organisierten immer unterliegen müssen.“
Er gelangte zu dem Schluss, dass das Überleben der begünstigten Individuen durch Anpassung an ihre Lebensbedingungen erfolgt: „Jetzt ist klar, dass dasjenige, was zwischen den Individuen einer Art stattfindet, auch zwischen verwandten Artgruppen auftreten muss, nämlich dass jene, die am besten daran angepasst sind, regelmäßig Nahrung aufzutreiben und sich gegen die Angriffe ihrer Feinde und die Wechselfälle der Jahreszeiten verteidigen können, zwangsläufig eine Überlegenheit innerhalb der Population erwerben und bewahren müssen, während jene Arten, die durch ein Manko an Kraft oder Organisation die am wenigsten fähigen sind, um den Wechselfällen hinsichtlich Futter usw. entgegenzuwirken, an Zahl abnehmen müssen und in extremen Fällen gänzlich aussterben werden.“
Wallace wandte sich anschließend der biologischen Variabilität von Tierpopulationen zu: „Die meisten oder vielleicht alle Variationen der typischen Form einer Art müssen deutliche, wenngleich geringfügige, Auswirkungen auf die Gewohnheiten oder das Leistungsvermögen der Individuen haben. Selbst eine Farbänderung könnte, dadurch, dass sie mehr oder weniger wahrnehmbar macht, ihre Sicherheit beeinflussen; eine mehr oder weniger starke Ausbildung von Haaren könnte ihre Lebensgewohnheiten ändern.“ „Sie wäre in jeder Hinsicht besser daran angepasst, ihre eigene Sicherheit abzusichern und ihr individuelles Dasein und das ihrer Rasse auszuweiten. Eine derartige Varietät könnte nicht zu ihrer ursprünglichen Form zurückkehren, da diese Form eine minderwertige ist, die niemals mit ihr in einen Wettbewerb ums Dasein treten könnte.“
Resümierend stellte er fest: „Das ist das Fortschreiten und fortlaufende Abweichen, abgeleitet von den allgemeinen Gesetzen, die das Dasein der Tiere in ihrem Naturzustand regulieren, sowie von der unbestrittenen Tatsache, dass Varietäten häufig vorkommen.“
Anschließend erklärte er: „Der wesentliche Unterschied in der Beschaffenheit von wilden und domestizierten Tieren ist folgender: Dass bei den ersteren ihr Wohlsein und ihr bloßes Dasein von der vollen Ausübung und dem Gesundheitszustand all ihrer Sinne und körperlichen Kräfte abhängt, wohingegen bei letzteren diese nur teilweise ausgeübt und in einigen Fällen vollständig ungenutzt sind. Ein Wildtier muss nach jedem Bissen Futter suchen und sich oft dafür abmühen – es muss Gesichts-, Gehör- und Geruchssinn gebrauchen, um zu versuchen, Gefahren zu vermeiden, um Schutz vor der Unbarmherzigkeit der Jahreszeiten zu finden und um für den Unterhalt und die Sicherheit seiner Nachkommen zu sorgen.“
Im weiteren Verlauf des Artikels kritisierte er Jean-Baptiste de Lamarck und dessen These von der Weitergabe erworbener Fähigkeiten und griff dabei Lamarcks Beispiel der Giraffe auf: „Die Giraffe erwarb ihren langen Hals nicht dadurch, dass sie die Blätter der hochaufragenderen Büsche begehrte und beständig ihren Hals zu diesem Zweck streckte, sondern da sich jegliche Varietäten, die mit einem längeren Hals als gewöhnlich unter ihren Antitypen auftraten, sogleich das unverbrauchte Weidegebiet oberhalb des gleichen Geländes wie ihre kurzhalsigen Begleiter sicherten, was ihnen bei der ersten Futterknappheit ermöglichte, diese zu überleben.“
Sein gesamtes Prinzip verglich Wallace abschließend mit dem Fliehkraftregler einer Dampfmaschine: „Das Prinzip wirkt genau wie der Fliehkraftregler der Dampfmaschine, der jegliche Unregelmäßigkeiten registriert und korrigiert, fast bevor sie sichtbar werden.“

## Rezeption
Die Reaktionen auf den Vortrag vor der Linné-Gesellschaft waren verhalten. Ihr Präsident, der Zoologe Thomas Bell, schrieb in seinem im Mai 1859 veröffentlichten Bericht über das zurückliegende Jahr: „Das vergangene Jahr war nicht durch eine jener bahnbrechenden Entdeckungen gekennzeichnet, die unser Fachgebiet auf einen Schlag sozusagen revolutionieren.“ In der Zeitschrift The Zoologist wurde der Artikel aus den Proceedings der Linné-Gesellschaft nachgedruckt und rezensiert. Darwin würdigte 1861 in seiner für die dritte Auflage neu geschriebenen historischen Einleitung zu Die Entstehung der Arten den Beitrag von Wallace zu seiner Theorie.
Erst in den 1960er Jahren setzten sich Wissenschaftshistoriker wieder intensiver mit dem Wirken von Wallace auseinander. Barbara Beddall wies 1968 erstmals auf das Fehlen einiger Dokumente aus dem Jahr 1858 hin und auch Lewis McKinney publizierte 1972 über diesen Umstand. Arnold Brackman prägte 1980 für die 1858 getroffene Übereinkunft den Ausdruck „delikate Absprache“.
John Brooks bezweifelte das häufig genannte Eingangsdatum 18. Juni 1858 für das Ternate-Manuskript. Er rekonstruierte die Beförderungsroute des Päckchens von Wallace, konnte jedoch den genauen Zeitpunkt der Ankunft des Päckchens nicht nachweisen, hielt aber den 18. Mai 1858 für wahrscheinlicher. Bei seiner Untersuchung des in der University Library in Cambridge aufbewahrten Manuskriptes von Darwins Natural Selection, das dieser 1856 begonnen hatte, entdeckte Brooks einen insgesamt 41 Seiten langen Einschub, der auf andersfarbigem Papier geschrieben war und von dem er annahm, dass Darwin ihn erst nach dem Erhalt des Ternate-Manuskriptes geschrieben habe.
Die meisten Historiker halten Brooks Plagiatsvorwurf für unbegründet. Peter Bowler, Malcolm Kottler und Barbara Beddall verwiesen auf Parallelen im Lebenslauf von Wallace und Darwin. Beide erlebten die Artenvielfalt auf ihren Forschungsreisen. Beide lasen Malthus’ Essay on the Principle of Population und Lyells Principles of Geology. Aus dieser Lektüre und ihren eigenen Beobachtungen zogen beide unabhängig voneinander ähnliche Schlüsse über die Wirkungsweise der Evolution.
In seiner vergleichenden Analyse stellte Ulrich Kutschera 2003 sechs bedeutende Unterschiede zwischen den Artikeln von Wallace und Darwins fest:
1. Wallace betonte den Unterschied zwischen domestizierten und natürlichen Varietäten, Darwin deren Gemeinsamkeiten.
2. Wallace bezog sich nur auf Tiere, Darwin bezog auch Pflanzen in seine Argumentation ein.
3. Wallace stellte den Wettbewerb von Tieren mit ihrer Umwelt und zwischen getrennten Arten heraus, Darwin den Wettbewerb zwischen den Mitgliedern der gleichen Art.
4. Wallace glaubte nicht an die Weitergabe erworbener Eigenschaften, Darwin durchaus.
5. Wallace erwähnte nicht die Zeitspannen, die bis zur Herausbildung einer neuen Art vergehen, Darwin ging von einem sehr langsamen Prozess aus.
6. Darwin kannte ein zweites Selektionsprinzip, die sexuelle Selektion.

Keiner von beiden benutzte das Wort „Evolution“. Darwin sprach im Gegensatz zu Wallace bereits von der „natürlichen Selektion“. Dafür gebrauchte Wallace im Ternate-Manuskript die Begriffe „Adaptation“ und „Population“ erstmals im modernen Sinn.

## Priorität
Wallaces Position zur Prioritätsfrage war immer eindeutig. Er stellte 1864 in einem Brief an Darwin nochmals klar:

„Was die Theorie der “natürlichen Selektion” angeht, so werde ich stets behaupten, dass sie tatsächlich Ihre und allein Ihre ist. Sie haben sie in derart vielen Details ausgearbeitet, die ich niemals bedacht hatte, und zwar Jahre bevor ich auch nur den ersten Lichtstrahl auf dieses Thema fallen sah. Mein Aufsatz hätte niemanden überzeugt oder wäre nurmehr als eine geistreiche Spekulation registriert worden, während Ihr Buch die Naturforschung revolutioniert hat […].“

Er bekräftigte seinen Standpunkt unter anderem 1869 in einem Brief an den deutschen Biologen Adolf Bernhard Meyer, in einer Notiz anlässlich der Wiederveröffentlichung seines Ternate-Manuskripts in der Essay-Sammlung Natural Selection and Tropical Nature, in dem 1903 erschienenen Kurzbeitrag The Dawn of a Great Discovery und in seiner Autobiografie My Life von 1905.

## Bibliografie
- Journal of the Proceedings of the Linnean Society: Zoology. Band 3, Nr. 9, S. 53–62, London 20. August 1858; online
- The Zoologist. Band 16, Nr. 197, S. 6299–6308, London Dezember 1858
- Contributions to the Theory of Natural Selection: A Series of Essays. S. 26–44, Macmillan & Co., London & New York April 1870; online
- Natural Selection and Tropical Nature: Essays on Descriptive and Theoretical Biology. Macmillan & Co., London & New York 1891
- The Popular Science Monthly. Band 60, S. 13–21, New York City November 1901
- The Darwin-Wallace Celebration Held on Thursday, 1st July, 1908, by the Linnean Society of London. Printed for the Linnean Society by Burlington House, Longmans, Green & Co., London Februar 1909, S. 98–107
- Adolf Bernhard Meyer: Charles Darwin und Alfred Russel Wallace. Ihre Ersten Publicationen über die „Entstehung der Arten“ nebst einer Skizze Ihres Lebens und einem Verzeichniss Ihrer Schriften. Eduard Besold, Erlangen 1870 (deutsche Übersetzung)

## Nachweise